# Deli Girls
 (juillet 2024).
Deli Girls est un groupe américain de musique bruitiste, originaire de Brooklyn, dans l'État de New York. Il est formé par Danny Olrlowski et Ray Kelly en 2013. En avril 2022, Kelly décide de quitter le groupe, Olrlowski, quant à lui, continue le projet en travaillant avec d'autres producteurs,,,.

## Discographie
- 2015 : DEM0
- 2016 : Deli Girls
- 2019 : I Don't Know How to Be Happy (Sweat Equity)
- 2020 : Boss